# Crassothonna agaatbergensis
Crassothonna agaatbergensis — вид квіткових рослин родини айстрових (Asteraceae). Описаний у 2019 році.

## Поширення
Ендемік Намібії. Росте лише у горах Агаатберг в північній частині Національного парку Берег Скелетів (частина пустелі Наміб) у центрі ендемізму Каоковельда на північному заході країни.

## Опис
Багаторічний сукулент, що росте серед каміння в пустельних умовах. Виростає до 15 см заввишки.